# بافل سيفاكوف
بافل سيفاكوف (بالروسية: Сиваков, Павел Алексеевич)‏ (و. 1997  م) هو راكب دراجة هوائية من روسيا، وفرنسا، ولد في سان دونا دي بيافي، شارك في طواف إسبانيا.

## سباقات أو مراحل فاز بها
| التاريخ        | السباق                                     | المركز                                                                  |
| -------------- | ------------------------------------------ | ----------------------------------------------------------------------- |
| 16 أبريل 2016  | لييج-باستون-لييج تحت 23 سنة 2016           |                                                                         |
| 27 أغسطس 2016  | تور دي أفينير 2016                         | المرتبة 11 في التصنيف العام                                             |
| 26 مارس 2017   | تور دو نورماندي 2017                       |                                                                         |
| 15 يونيو 2017  | طواف إيطاليا للدراجات تحت 23 سنة 2017      |                                                                         |
| 16 يوليو 2017  | 2017 Giro della Valle d'Aosta              |                                                                         |
| 27 أغسطس 2017  | تور دي أفينير 2017                         | الأول في تصنيف الجبال                                                   |
| 25 مارس 2018   | كوبي وبارتالي 2018                         | الأول في تصنيف أفضل شاب، الرابع في التصنيف العام                        |
| 29 أبريل 2018  | طواف روماندي 2018                          | العاشر في تصنيف أفضل شاب، الثامن في تصنيف الجبال                        |
| 17 يونيو 2018  | طواف سويسرا 2018                           | الثالث في تصنيف أفضل شاب                                                |
| 29 يونيو 2018  | بطولة روسيا لسباق الدراجات على الطريق 2018 |                                                                         |
| 21 أكتوبر 2018 | طواف قوانغشي 2018                          | التاسع في تصنيف أفضل شاب                                                |
| 03 فبراير 2019 | طواف هيرالد صن 2019                        | الأول في تصنيف أفضل شاب، الثامن في التصنيف العام                        |
| 26 أبريل 2019  | جيرو ديل ترينتينو 2019                     | الأول في التصنيف العام، الأول في تصنيف أفضل شاب، التاسع في تصنيف الجبال |
| 09 أغسطس 2019  | طواف بولندا 2019                           | الأول في التصنيف العام                                                  |
| 26 يناير 2020  | داون أندر 2020                             | الأول في تصنيف أفضل شاب                                                 |
| 06 أغسطس 2022  | طواف برغش 2022                             | الأول في التصنيف العام، الأول في تصنيف الجبال، الثاني في تصنيف النقاط   |
| 13 سبتمبر 2023 | جيرو دي توسكانا 2023                       | الأول في التصنيف العام                                                  |
| 16 سبتمبر 2023 | ميموريال ماركو بانتاني 2022                |                                                                         |
| 23 فبراير 2025 | طواف أندلوسيا 2025                         | الأول في التصنيف العام، الرابع في تصنيف الجبال، الرابع في تصنيف النقاط  |

## روابط خارجية
- بافل سيفاكوف على موقع الاتحاد الدولي للدراجات (الإنجليزية)
- بافل سيفاكوف على موقع أرشيف الدراجات (الإنجليزية)
- بافل سيفاكوف على موقع إحصائيات الدراجات الإحترافية (الإنجليزية)
- بافل سيفاكوف على موقع نسبة الدراجات (الإنجليزية)
- بافل سيفاكوف على موقع CycleBase (الإنجليزية)
- بافل سيفاكوف على موقع أوليمبيديا (الإنجليزية)